# Гарнетт (округ, Північна Кароліна)
Шаблон:StateAbbr_ 35°22′ пн. ш. 78°52′ зх. д. / 35.37° пн. ш. 78.86° зх. д.
Округ  Гарнетт (англ. Harnett County) — округ (графство) у штаті  Північна Кароліна, США. Ідентифікатор округу 37085.

## Історія
Округ утворений 1855 року.

## Демографія
За даними перепису 
2000 року 
загальне населення округу становило 91025 осіб, зокрема міського населення було 30768, а сільського — 60257.
Серед мешканців округу чоловіків було 44923, а жінок — 46102. В окрузі було 33800 домогосподарств, 24107 родин, які мешкали в 38605 будинках.
Середній розмір родини становив 3,07.
Віковий розподіл населення поданий у таблиці:
| Стать    | До 15 років | 15-21 | 22-29 | 30-39 | 40-49 | 50-65 | 65-85 | Понад 85 |
| -------- | ----------- | ----- | ----- | ----- | ----- | ----- | ----- | -------- |
| Чоловіки | 10591       | 4676  | 6028  | 7733  | 6285  | 5972  | 3398  | 240      |
| Жінки    | 10165       | 4666  | 5695  | 7133  | 6282  | 6352  | 5083  | 726      |

## Виноски
1. ↑  U.S. Decennial Census. United States Census Bureau. Архів оригіналу за 12 травня 2015. Процитовано 17 січня 2015.
2. ↑  Historical Census Browser. University of Virginia Library. Архів оригіналу за 11 серпня 2012. Процитовано 17 січня 2015.
3. ↑  Forstall, Richard L., ред. (27 березня 1995). Population of Counties by Decennial Census: 1900 to 1990. United States Census Bureau. Архів оригіналу за 3 березня 2015. Процитовано 17 січня 2015.
4. ↑  Census 2000 PHC-T-4. Ranking Tables for Counties: 1990 and 2000 (PDF). United States Census Bureau. 2 квітня 2001. Архів оригіналу (PDF) за 18 грудня 2014. Процитовано 17 січня 2015.
5. ↑  State & County QuickFacts. United States Census Bureau. Архів оригіналу за 7 червня 2011. Процитовано 21 жовтня 2013.(англ.) Наведено за англійською вікіпедією.
6. ↑  American FactFinder. Бюро перепису населення США. Архів оригіналу за 21 травня 2008. Процитовано 31 січня 2008.

| США | Це незавершена стаття з географії США. Ви можете допомогти проєкту, виправивши або дописавши її. |